# Frans Geffels
Frans Geffels, in Italien als Francesco Geffels bekannt (* 25. August 1624 in Antwerpen; † 18. Februar 1694 in Mantua), war ein flämischer Maler, Grafiker, Architekt, Bühnenbildner und Schöpfer von kurzlebigen Bauten für feierliche und festliche Anlässe. Nach seiner Ausbildung in seiner Heimatstadt Antwerpen war er hauptsächlich in Mantua tätig, wo er als prefetto delle fabbriche des Herzogs die künstlerischen und baulichen Aktivitäten des herzoglichen Hofes leitete. Er arbeitete auch an Projekten für die lokale Aristokratie von Mantua. Darüber hinaus realisierte er Projekte für die Liechtensteiner Fürsten und für den kaiserlichen Hof in Wien.

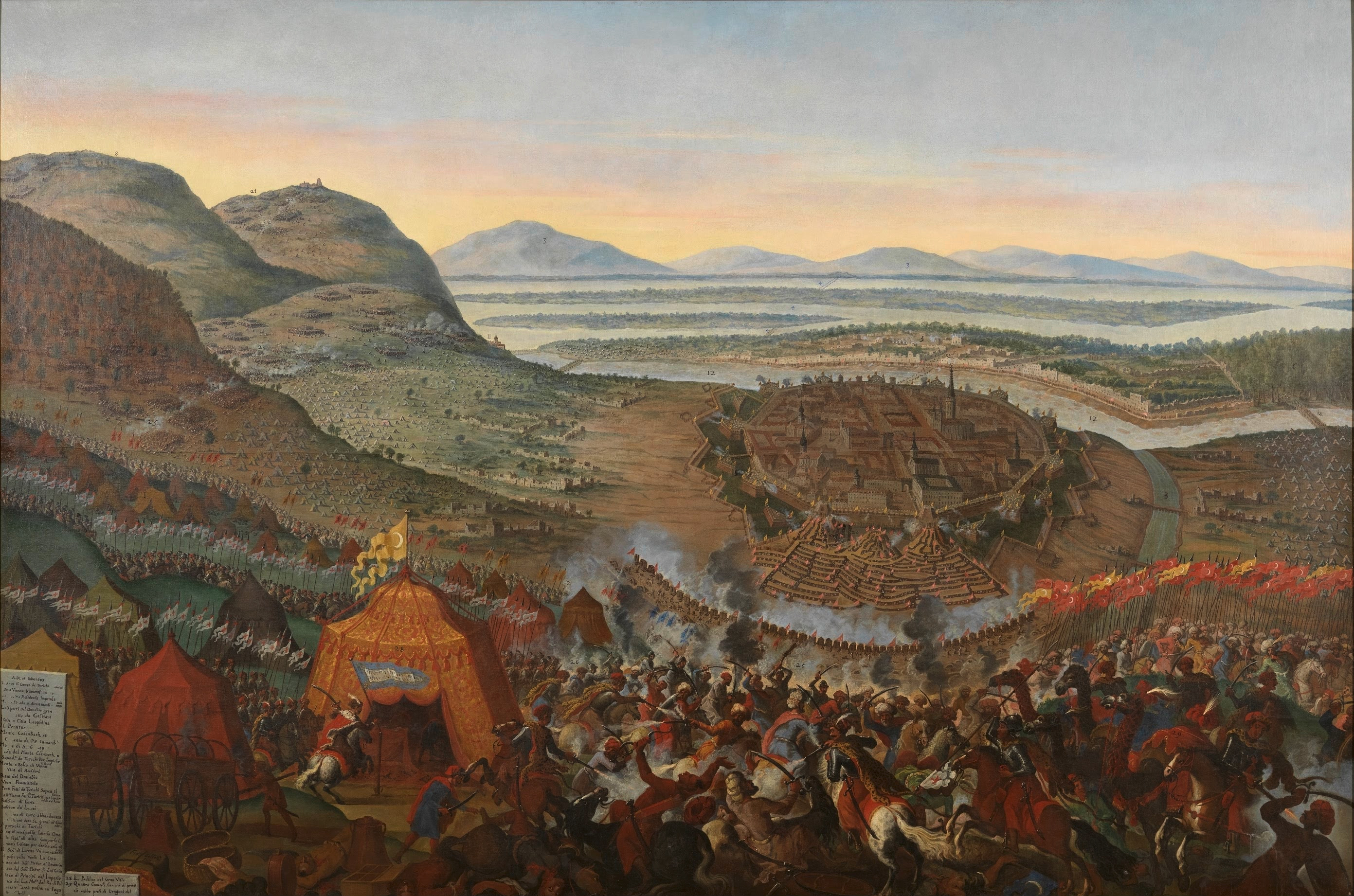
Schlacht um Wien

Er war sowohl ein Leinwand- als auch ein Freskenmaler. Er schuf Porträts, historische Themen, militärische Szenen, architektonische Szenen und Genreszenen, insbesondere lustige Gesellschaften. Geffels ist vor allem als Schöpfer einiger der wichtigsten Beispiele barocker Architektur in Mantua bekannt geblieben.

## Leben

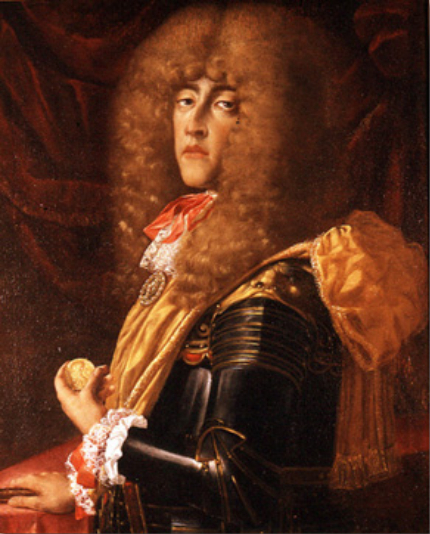
Porträt von Ferdinando Carlo Gonzaga

Er wurde in Antwerpen als Sohn eines Arbeiters in einer Zuckerraffinerie und einer Mutter, die einen Käseladen betrieb, geboren. Im Zunftjahr 1635/36 wurde er bei Daniel Middeleer (auch Daniel Middeler oder Daniël de Middelaer genannt) ausgebildet. Middeleer war Maler, Grafiker und Verleger.  Geffels wurde irgendwann zwischen dem 18. September 1645 und dem 18. September 1646 Meister in der örtlichen Lukasgilde. 1653 war er bereits für einige Zeit im Ausland.
Wahrscheinlich wurde er 1659 von seinem flämischen Maler- und Architektenkollegen Daniel van den Dyck für eine Tätigkeit in Mantua angeworben. Van den Dyck war von Carlo III. Gonzaga, Herzog von Mantua, zum prefetto delle fabbriche („Präfekt der Gebäude“) ernannt worden, einer Position, die die Aufgaben des offiziellen Hofmalers, des Architekten, des Vermessers des herzoglichen Bauprogramms und des Ingenieurs für das Bühnenbild miteinander verband. Geffels war als Architekt am Hof tätig.
In den Jahren 1660–1661 verbrachte Geffens einige Zeit in Wien, wo er für den kaiserlichen Hof arbeitete. Nach seiner Rückkehr nach Mantua wurde er 1663, wie zuvor Van den Dyck, prefetto delle fabbriche des Herzogs von Mantua. Damit nahm er den Platz seines Landsmannes Van den Dyck ein, der im Jahr zuvor verstorben war.  1664 erhielt Geffens das Bürgerrecht von Mantua. In den offiziellen Aufzeichnungen wurde er als Künstler beschrieben, der sich auf die Schaffung von Theaterstücken verstand.

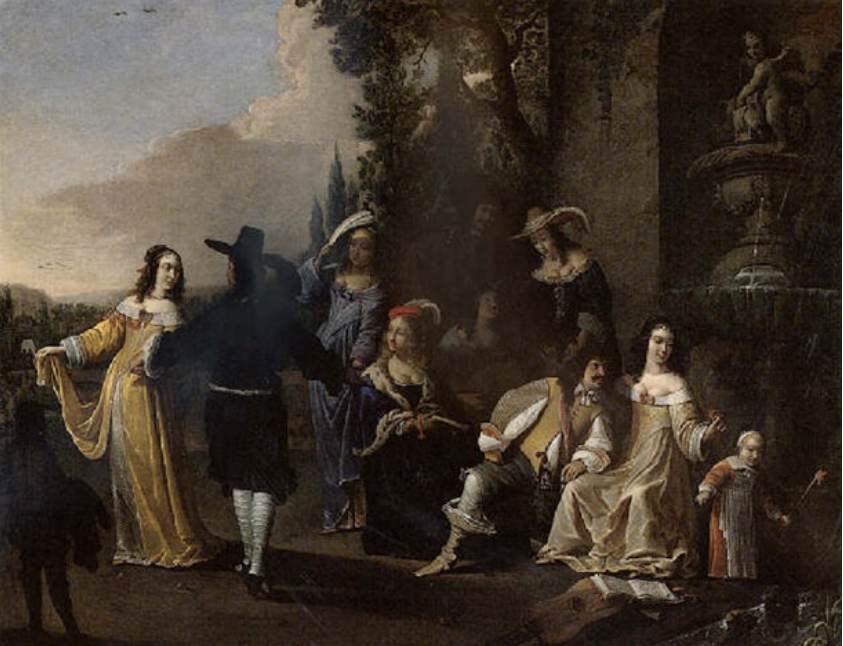
Musizierende und tanzende Personen in einem Garten

Geffels stand 30 Jahre lang in den Diensten der Herzöge von Mantua. 1667 arbeitete er in Wien an Aufträgen für Karl Eusebius von Liechtenstein. Zwischen dem Wiener Hof und den Herzögen von Mantua bestand eine enge eheliche Verbindung. Die Kaiserwitwe Eleonora Magdalena Gonzaga von Mantua-Nevers (1630–1686) war die dritte Ehefrau von Kaiser Ferdinand III. und die Schwester von Carlo II. Gonzaga, Herzog von Nevers. Geffels wirkte auch an einem Buch mit, das das Libretto von Francesco Sbarra für die von Antonio Cesti vertonte Oper Il pomo d'oro enthielt, die im Juli 1668 anlässlich der Hochzeit von Kaiser Leopold I. und Margarita Theresa von Spanien zweimal aufgeführt wurde. Das Buch war mit Drucken illustriert, die die verschiedenen Bühnenbilder der Aufführung zeigten. Die folio de luxe-Ausgabe des Buches enthält einen von Geffels entworfenen und geätzten Druck, der die Aufführung der Oper in Anwesenheit von Kaiser Leopold I. und seiner Braut zeigt. Das Theater, in dem die Oper aufgeführt wurde, war anlässlich der Hochzeit des Paares nach einem Entwurf von Lodovico Ottavio Burnacini erbaut worden. Während der Türkenbelagerung von Wien 1683 wurde das Theater zerstört, und Geffens' Druck ist heute der einzige Beleg für die Innenausstattung des Theaters. Auf dem Druck ist die kaiserliche Familie vorne sitzend dargestellt. Im Vordergrund ist eine Reihe von Soldaten zu sehen. Geffels hatte selbst an den illusionistischen Deckengemälden für das Hoftheater mitgearbeitet, die ebenfalls auf dem Druck zu sehen sind.

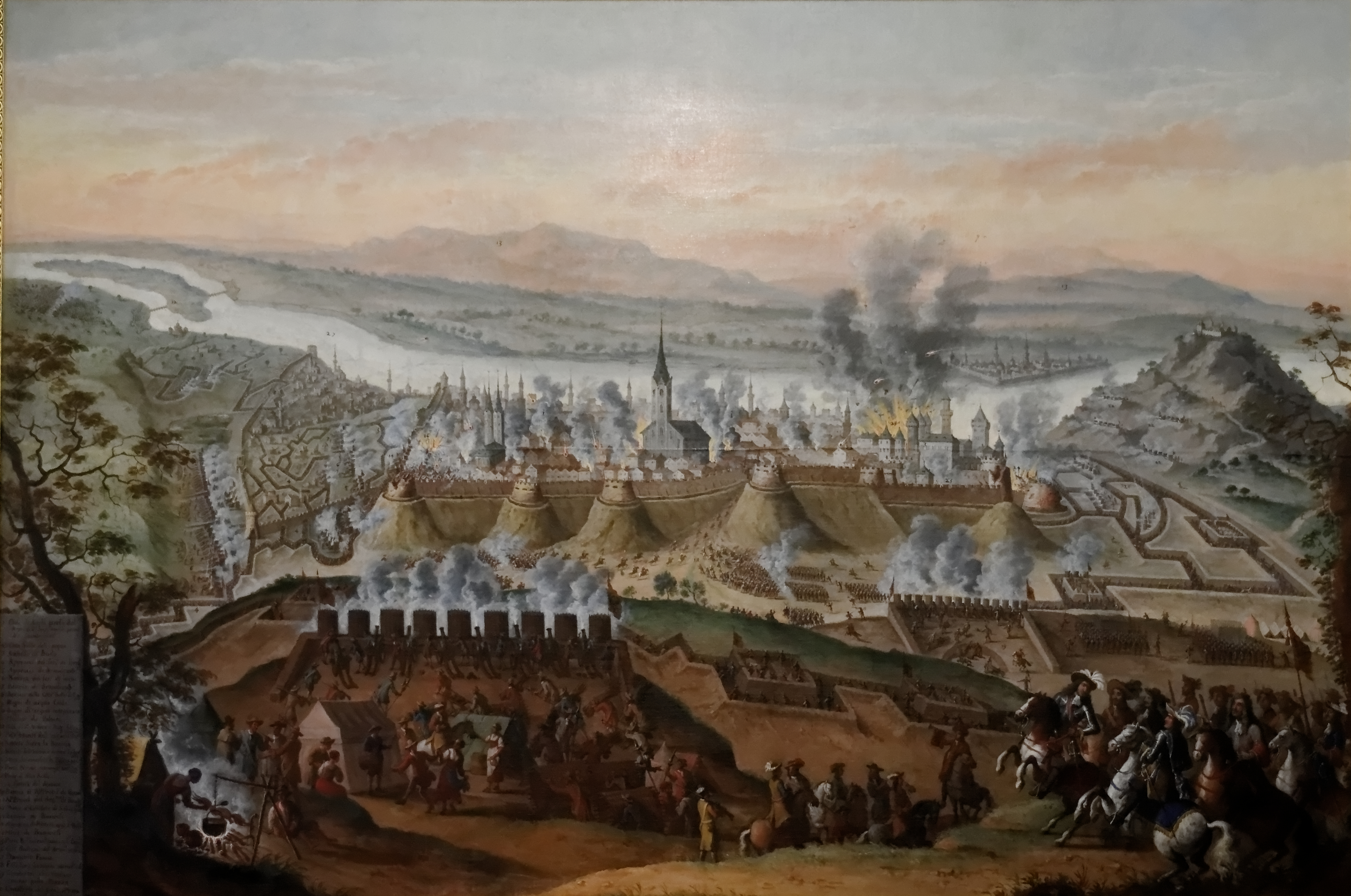
Rückeroberung von Buda

Auch nach seiner Rückkehr nach Mantua Ende 1668 hielt Geffels den Kontakt zum Wiener Hof aufrecht, wie seine Mitarbeit an dem dreibändigen Werk von Gualdo Priorato mit dem Titel Historia di Leopoldo Cesare sowie seine Gemälde mit der Darstellung der Schlacht um Wien 1683 (Wien Museum Karlsplatz) und der Wiedereinnahme von Buda 1686 (Ungarisches Nationalmuseum) belegen.

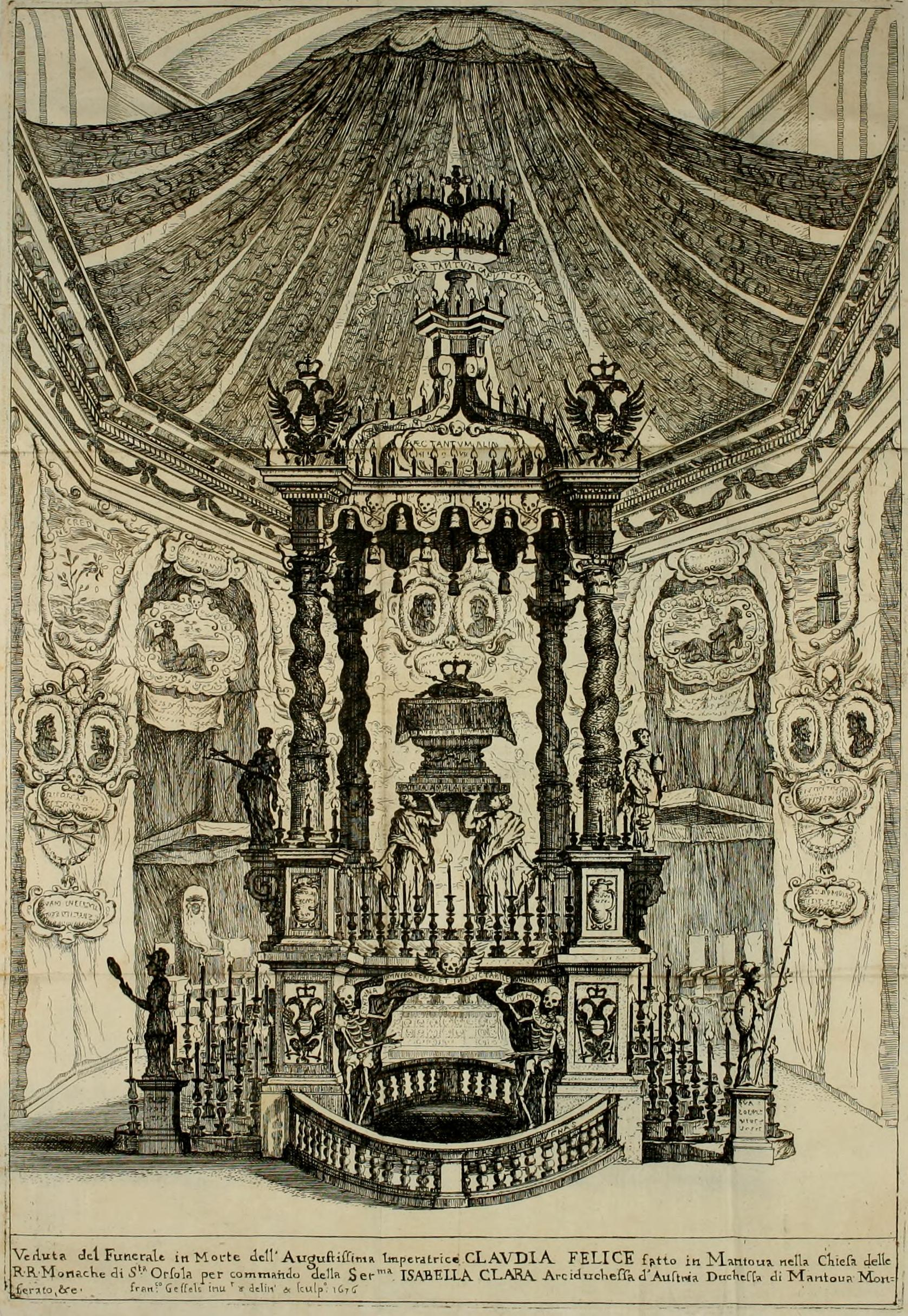
Entwurf für das Grabdenkmal von Claudia Felizitas von Österreich-Tirol

Zu seomem offiziellen Aufgaben am Hof von Mantua gehörte der Entwurf und die Ausführung von temporären Objekten und Bauten, die bei wichtigen Ereignissen am Hof zum Einsatz kamen. Im Januar 1666 arbeitete er zusammen mit Andrea Seghizzi an den Dekorationen und Objekten für das Begräbnis von Herzog Carlo II. Gonzaga, Herzog von Nevers, in der Basilika Palatina di Santa Barbara in Mantua. Als 1776 Kaiserin Claudia Felizitas von Österreich-Tirol kurz nach der Geburt ihres Kindes in Wien starb, ließ ihre Tante Isabella Clara von Österreich, Herzogin von Mantua, eine Totenmesse in der Kirche der Mütter der Heiligen Ursula von Mantua abhalten, wo die Herzogin eine Klarissen-Nonne geworden war. Frans Geffels wurde beauftragt, ein Grabdenkmal zu entwerfen und zu bauen, das während der Messe in der Mitte der Kirche aufgestellt wurde. Es stand auf vier großen marmorfarbenen Sockeln, die an der oberen Front mit kaiserlichen Adlern im Flachrelief verziert waren. Ein Druck des Entwurfs wurde in das Buch von Antonio Gobio und Geffels mit dem Titel Le essequie celebratesi nella chiesa delle MM. RR. Madri di S. Orsola di Mantoua: d'ordine della serenissima signora arciduchessa Isabella Clara d' Austria, duchessa di Mantoua, Monferrato, &c., per la morte dell' imperatrice augustissima Claudia Felice lei nipote, das 1676 in Mantua von Francesco Osanna, dem Drucker des Herzogs, veröffentlicht wurde.
Als Hofmaler und Architekt war es Geffels nicht untersagt, private Aufträge anzunehmen. Ein wichtiger privater Auftrag war die Neugestaltung des Palazzo Sordi für Benedetto Sordi. Er schuf im Palast Fresken und beauftragte den Bildhauer Giovanni Battista Barberini mit der plastischen Ausgestaltung der Fassade und der Innenräume des Palastes.
Geffels blieb bis zu seinem Tod am 18. Februar 1694 in Mantua im Amt.  Seine Beisetzung erfolgte in der Kirche San Martino, die er selbst umgestalten ließ. Er war der letzte prefetto delle fabbriche des Herzogs von Mantua, da das Amt nach seinem Tod auf mehrere Personen verteilt wurde.

## Gemälde

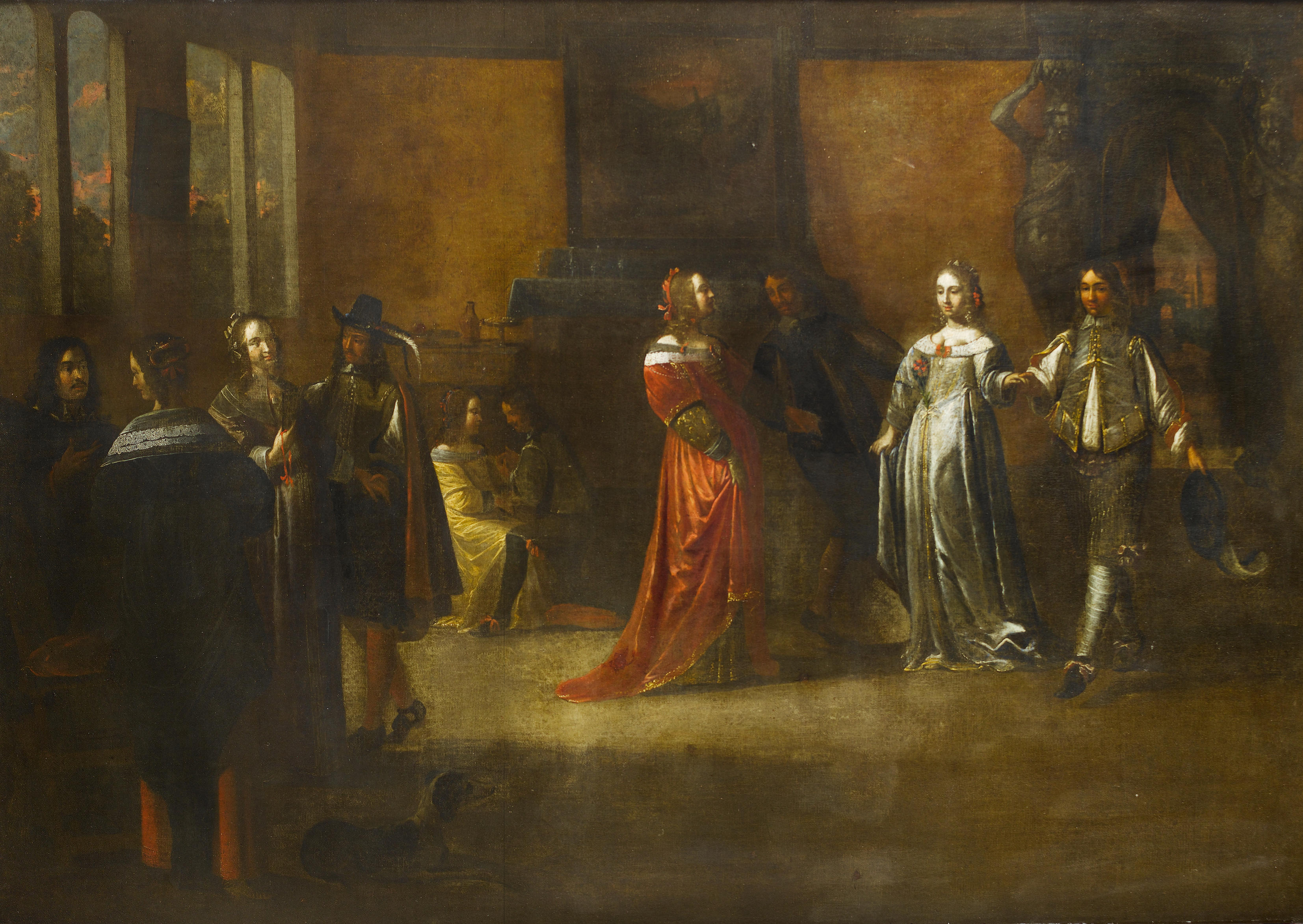
Elegante Personen, die sich in einem Zimmer vergnügen

Er war sowohl ein Leinwand- als auch ein Freskenmaler. Er malte Porträts, historische Themen, militärische Szenen, architektonische Szenen und Genreszenen wie heitere Gesellschaften. Besonders bekannt ist er für seine perspektivischen Ansichten zweier wichtiger militärischer Schlachten gegen die Türken: die Befreiung Wiens (Wiener Museum am Karlsplatz) und die Wiedereinnahme von Buda (Ungarisches Nationalmuseum). Beide Gemälde zeigen das militärische Geschehen aus der Vogelperspektive mit Blick auf die belagerte Stadt in der Ferne. Auf beiden Gemälden befindet sich in der linken unteren Ecke eine Legende, in der die wichtigsten Schauplätze der Schlacht beschrieben werden, die jeweils durch eine Nummer im Gemälde gekennzeichnet sind. Für die Wiedereinnahme von Buda stützte Geffels seine topografisch korrekte Ansicht auf einen äußerst seltenen Druck, den die Wiener Kupferstecher Johann Martin Lerch und Johann Jakob Hofmann nach einer Zeichnung des niederländischen Künstlers Justus van der Nypoort gestochen hatten. Für das Relief von Wien stützte sich Geffels auf einen Druck, den Johann Jakob Hofmann nach einem Entwurf von Justus van den Nypoort gestochen hatte und der bald nach den Ereignissen veröffentlicht wurde.

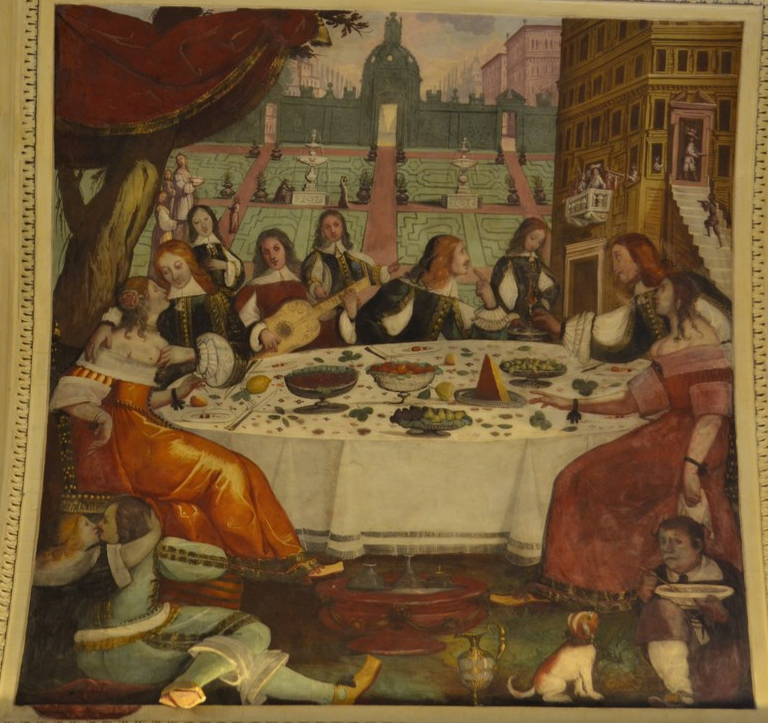
Der verlorene Sohn in ungezügeltem Leben

Zwei Porträts von Ferdinando Carlo Gonzaga di Nevers wurden Geffels zugeschrieben. Das Porträt im Palazzo d’Arco in Mantua wurde ihm auf der Grundlage eines nach dem Porträt angefertigten Drucks zugeschrieben, der Geffels als Urheber identifiziert. Das zweite Porträt befindet sich im Palazzo Sordi. Ein Pendant zu diesem Bild stellt die Frau des Herzogs dar. Das Porträt zeigt den Herzog in voller Größe mit einem Pagen an seiner Seite, der ihm einen Brief auf einem Zinnteller überreicht. Der Herzog trägt einen schweren blauen Mantel. Das Gesicht ist mit gut erkennbaren Zügen und einem abwesenden Ausdruck wiedergegeben.
Geffels war auch ein Genremaler. Eine Reihe von fröhlichen Gesellschaften mit eleganten Personen, die sich im Spiel, beim Tanz, beim Essen oder beim Musizieren vergnügen, werden Geffels zugeschrieben. Sein Gemälde Dinner Party auf einer Terrasse (Philadelphia Museum of Art, um 1660) wurde früher dem niederländischen Maler Pieter de Hooch zugeschrieben. Geffels malte auch einige Gemälde der einfacheren Gesellschaftsschichten, die an die Gemälde der Bamboccianti erinnern. Ein Beispiel dafür sind die antiken Ruinen mit einer Roma-Familie (Szépművészeti Múzeum, 1660er Jahre). Es zeigt einige Personen, bei denen es sich um Roma handeln könnte, die möglicherweise eine Mahlzeit zubereiten, sowie einen Hirten mit einer Herde in einer tunnelartigen Grotte mit antiken Architekturelementen. Die ikonografische Deutung des Werks ist nicht ganz klar. Auf dem Relief des Sockels eines links dargestellten Grabes ist die Inschrift TEMPORALE AET (E) RNITAS" (vorübergehende Ewigkeit) zu lesen. Dies könnte ein Hinweis auf das Thema der Vanitas sein, d. h. auf die Reflexion über die Vergänglichkeit der irdischen Dinge im Allgemeinen. Unterhalb des Textes befindet sich ein Relief, das möglicherweise eine Opferszene darstellt: Eine weibliche Figur steht auf einem Sockel und blickt nach oben, während zu ihren Füßen Kinder eine Girlande hochhalten und das Gesicht eines alten bärtigen Mannes zwischen den beiden Kindern zu sehen ist. Der Tunnel auf dem Bild ist wahrscheinlich kein existierendes antikes Bauwerk, sondern wurde durch die Kombination von Motiven aus verschiedenen Orten geschaffen, die Geffels möglicherweise aus Druckschriften kannte. Das Werk mit der komplexen Perspektive der Tunnelgrotte zeigt, wie Geffels seine Fähigkeiten als Architekt und Theaterdesigner in seine Gemälde einfließen lassen konnte.

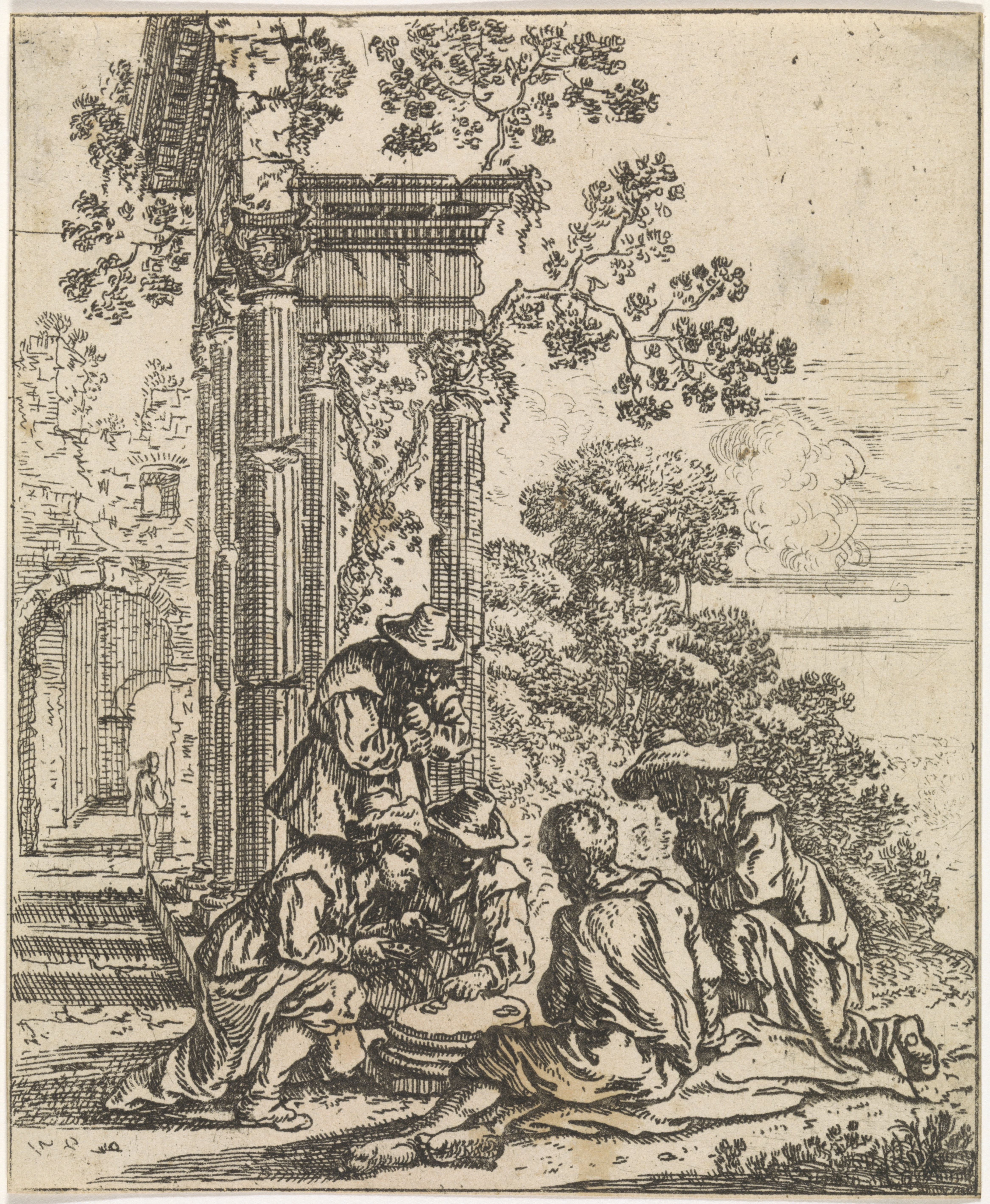
Klassische Ruinen mit Kartenspielern

Schließlich malte Geffels auch religiöse Themen. Er malte ein Altarbild der christlichen Lehre in der Kirche San Martino in Mantua. Außerdem malte er an der Decke eines Raumes im Palazzo Valenti-Gonzaga eine Reihe von Fresken zum Thema des verlorenen Sohnes.

## Drucke
Geffels war Druckgrafiker und Zeichner von Grafiken. Einige dieser Drucke illustrierten kurzlebige Objekte, die er selbst entworfen hatte. Dies ist der Fall bei dem Entwurf für das Grabdenkmal von Claudia Felizitas von Österreich-Tirol und den Bauten für das Begräbnis von Carlo II. Gonzaga Nevers.
Sein Interesse an Bamboccianti-Themen zeigt sich auch in seiner Serie von Radierungen italienischer Landschaften, Gebäude und Ruinen. Diese Serie von sieben Platten umfasst ein Titelbild mit einer Widmung an Marchese Ottavio Gonzaga und sechs Drucke, die Figuren inmitten von klassischen Ruinen zeigen. Die Tafeln wurden mit einer breiten Nadel gestochen und sind stark geätzt. Am raffiniertesten und wirkungsvollsten ist das Blatt, auf dem vor einer Säulenruine und einigen Büschen im Hintergrund fünf Gauner auf einem Säulensockel mit Karten handeln oder spielen.
Geffels arbeitete an der Publikation Historia di Leopoldo Cesare mit, die von Galeazzo Gualdo Priorato verfasst und in Wien von dem flämischen Verleger Johann Baptist Hacque aus Antwerpen veröffentlicht wurde. Der erste und zweite Band des Buches wurden 1670 und ein dritter 1674 veröffentlicht. Der erste Band beschreibt die politischen und militärischen Erfolge von Kaiser Leopold I. zwischen 1656 und 1670. Er wurde hauptsächlich mit Drucken illustriert, die von flämischen und niederländischen Druckern nach Entwürfen anderer niederländischer Künstler sowie von Künstlern aus Deutschland und Italien angefertigt wurden. Die Illustrationen zeigen vor allem Porträts europäischer Monarchen und bedeutender Adliger, Schlösser, Schlachtszenen, Landkarten und Zeremonien. Neben Geffels, dessen Porträtentwürfe für einige der Drucke verwendet wurden, trugen folgende niederländische und flämische Künstler zu diesem Werk bei: Jan de Herdt, Cornelis Meyssens, Franciscus van der Steen, Gerard Bouttats, Adriaen van Bloemen, Sebastian van Dryweghen und Jacob Toorenvliet. Auch die deutschen Künstler Moritz Lang, Johann Martin Lerch und Johann Holst sowie die Italiener Il Bianchi, Marco Boschini und Leonardus Hen.t Venetiis leisteten Beiträge.

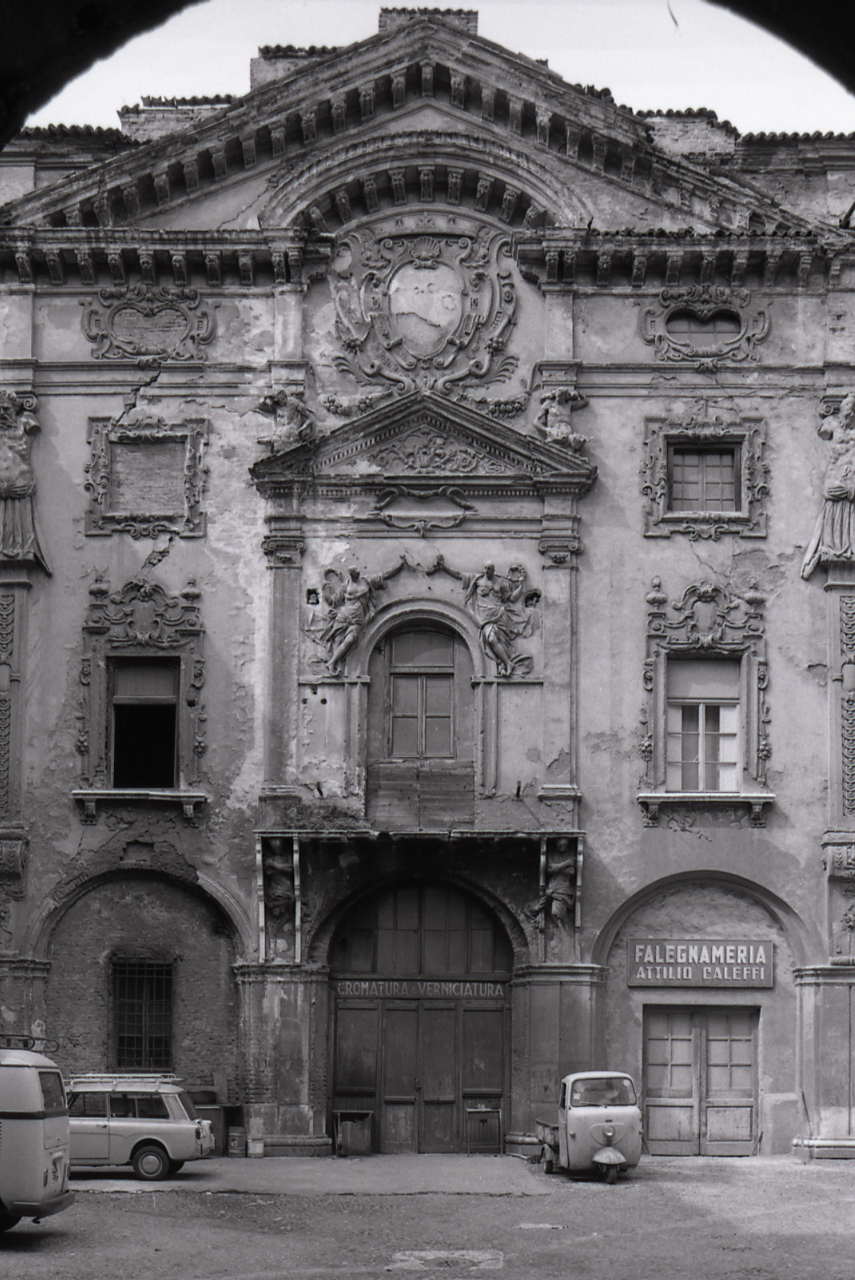
Fassade des Innenhofs von Palazzo Valenti Gonzaga

## Architektonische Bauwerke in Mantua
Geffels ist vor allem durch seine architektonischen Projekte in Mantua bekannt geworden. Es ist nicht klar, wo Geffels seine architektonische Ausbildung erhielt. In seiner Heimatstadt Antwerpen muss er sich mit dem Wohnhaus, der Werkstatt und dem dazugehörigen Hofgarten vertraut gemacht haben, den Peter Paul Rubens für sich selbst nach seinen künstlerischen Idealen entworfen hatte. Rubens hatte außerdem 1622 die Palazzi di Genova veröffentlicht, ein wichtiges, von ihm selbst illustriertes Buch, in dem die Paläste von Genua in Italien auf 72 Tafeln abgebildet und beschrieben wurden. Geffels hatte in Antwerpen sicherlich Zugang zu diesem Buch. Die Zusammenarbeit mit Daniel van den Dyck während seiner frühen Jahre in Mantua muss ihm außerdem die Möglichkeit gegeben haben, seine Fähigkeiten als Architekt zu verfeinern. Seine architektonischen Entwürfe in Mantua vereinen auf originelle Weise barocke Gestaltungselemente, wie sie in Rubenshaus in Antwerpen zu sehen sind, mit italienischen Einflüssen, insbesondere aus Verona und der Lombardei. Außerdem bewies er in seinen Entwürfen ein solides Gespür für die technischen Aspekte der architektonischen Gestaltung.

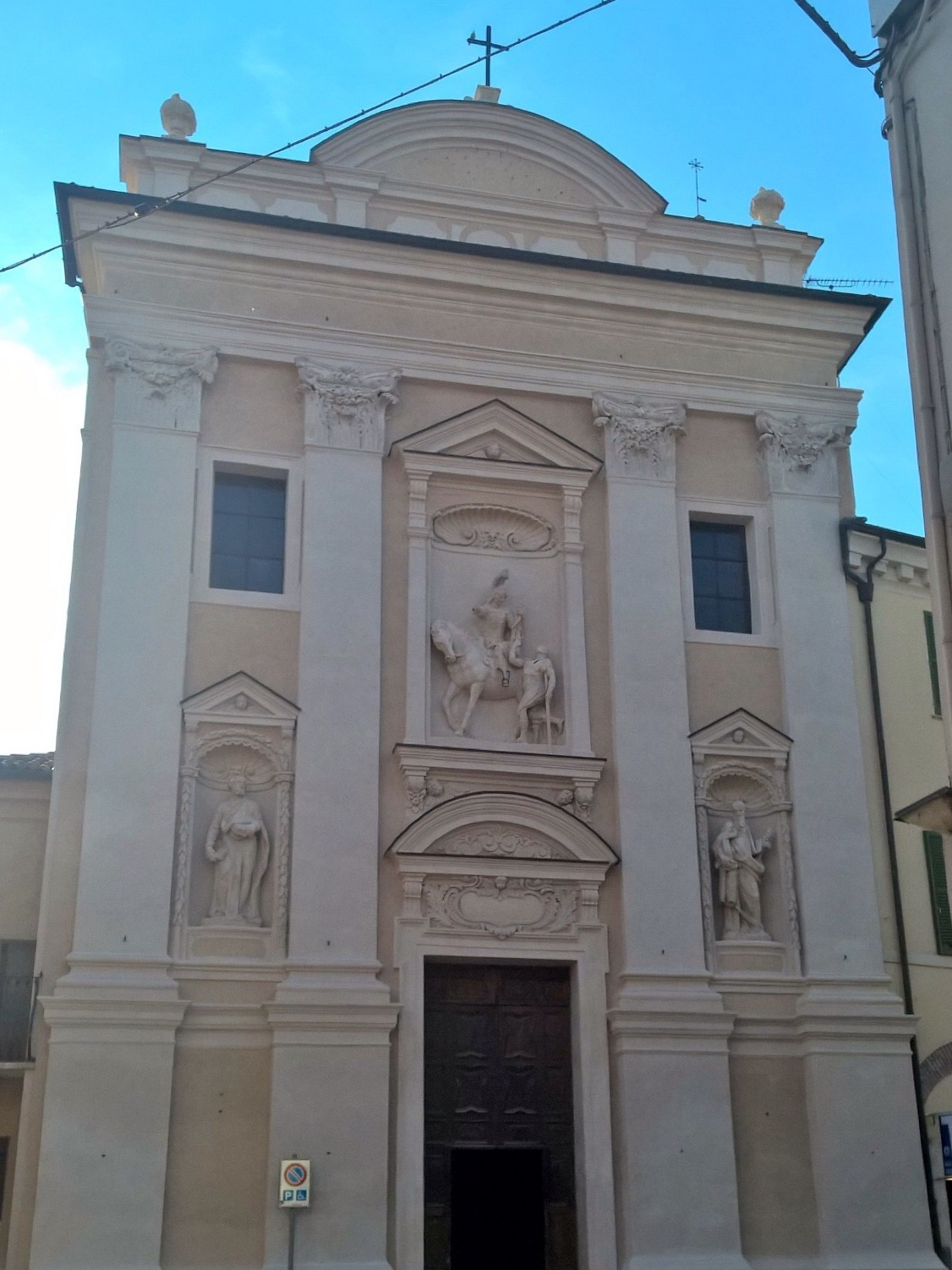
Fassade der Kirche von San Martino

Der erste Palast in Mantua, für den Geffels Entwürfe anfertigte, war der Palazzo Gonzaga di Vescovato in Portiolo, an dem er 1662 arbeitete. Er war auch an der Neugestaltung verschiedener anderer Gebäude beteiligt, darunter die Villa seines Freundes Francesco Zanetti in Montanara (auch bekannt als Palazzo Cavalcabò), Zanettis Stadthaus in der Via Corridoni, sein eigenes Haus, das Rabbinerhaus (1680) und die Kirche San Martino in Mantua.  Die Fassade der Kirche San Martino ist weniger barock als seine anderen Werke. Sie besteht aus einer einzigen riesigen Reihe von vier Pilastern mit Kompositkapitellen, die ein zentrales Portal, ein rechteckiges Fenster auf jeder Seite und drei Nischen mit großen Muscheln einrahmen, die von Giebeln überragt werden. In diesen Nischen befinden sich heute Gipsstatuen, die erst 1739 hinzugefügt wurden. Im Inneren der Kirche erhielt Geffels die schiffslose Anlage, die er mit einem dekorativen Stuckfries bereicherte. Die Stuckarbeiten wurden von Giacomo Aliprandi und Michele Costa ausgeführt. Die Umbauarbeiten an der Kirche wurden von 1680 bis 1694 durchgeführt.

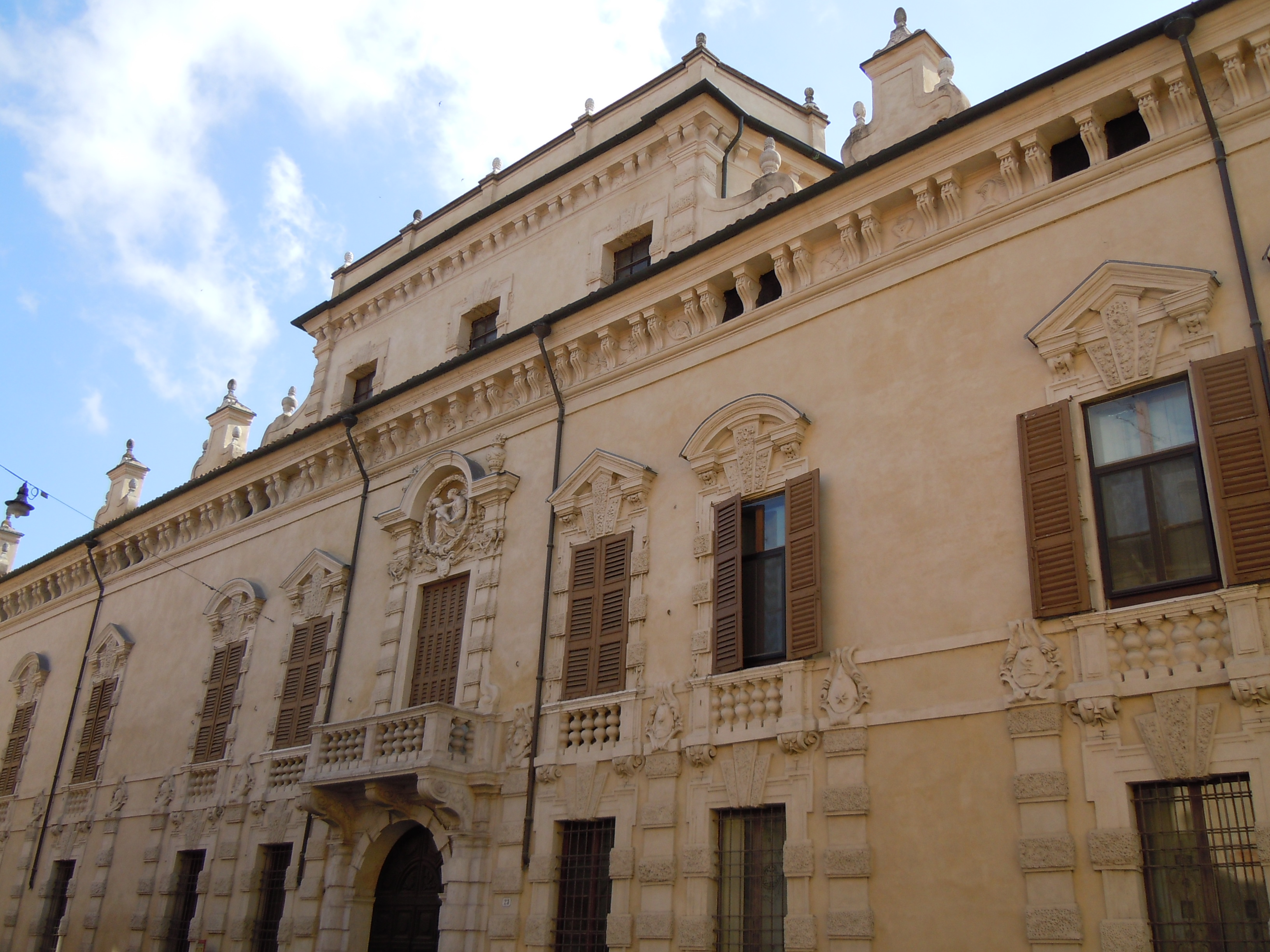
Fassade des Palazzo Sordi

Er gestaltete den Palazzo Valenti Gonzaga um. Es handelte sich um ein bereits bestehendes Gebäude aus dem 16. Jahrhundert, das die Eigentümer modernisieren wollten. Die Fassade wurde von einem anderen lombardischen Architekten in einen barocken Stil umgewandelt. Der Beitrag von Geffels befindet sich im Inneren des Palastes:Er überarbeitete die Fassade des Innenhofs mit einer Statue des Jupiter und gemalten Verzierungen in Kombination mit Stuckreliefs. Auch die Fassade auf der Rückseite des Hofes wurde von Geffens umgestaltet. Im Palast gestaltete er die Räume neu. In einigen malte er Fresken, während Gian Battista Barberini dekorative Stuckarbeiten und Statuen hinzufügte. Die Renovierung wurde 1677 abgeschlossen.
Im Palazzo Sordi, der ebenfalls bereits existierte, hatte Geffels freie Hand. Auch hier arbeitete er mit dem Bildhauer Barberini zusammen. Die sich über zwei Stockwerke erstreckende Barockfassade zeigt eine horizontale Abfolge von Fensterpaaren, die mit der vertikalen Dynamik der Balustraden auf der Gürtellinie kontrastiert. Sie ist reich verziert. Die zentrale Empfangshalle erhebt sich über dem Gesims. Geffels schuf in einigen der Empfangssäle Fresken von Schlachten: einer der beiden Empfangssäle ist nach der Schlacht von Belgrad gegen die Türken benannt, an der der Besitzer des Palastes teilnahm. Gian Battista Barberini lieferte die reiche Stuckdekoration der Fassade und der Innenräume. Geffels schuf für den Palast eine künstliche natürliche Umgebung, die mit Brunnen, Tropfsteinhöhlen und mythologischen Skulpturen verziert ist.